# Ralf de Pagter
Ralf de Pagter (Haarlem, 22 luglio 1989) è un cestista olandese.

## Carriera
Con i Paesi Bassi ha disputato i Campionati europei del 2015.

## Palmarès
- Campionato olandese: 2

Den Bosch: 2014-15
Landstede Hammers: 2018-19
- Coppa d'Olanda: 3

Den Bosch: 2013, 2016, 2024
- Supercoppa d'Olanda: 2

Landstede Hammers: 2017, 2019